# ارکیده ریشوی بزرگ
ارکیده ریشوی بزرگ (نام علمی: Calochilus grandiflorus) نام یک گونه از سرده ارکیده‌های ریشو است.